# Olympisch kwalificatietoernooi handbal 2016
Het Olympisch kwalificatietoernooi handbal was de laatste mogelijkheid voor landen die zich nog niet hadden gekwalificeerd om zich te plaatsen voor het Olympische Spelen van Rio de Janeiro. Zowel bij de mannen als bij de vrouwen waren er nog zes plaatsen beschikbaar. In maart en april 2016 speelden zowel bij de mannen als bij de vrouwen twaalf landen, in drie groepen van vier, om zes beschikbare plaatsen.

## Kwalificatie-eisen Olympisch kwalificatietoernooi
Er zijn drie Olympische kwalificatietoernooien, met in totaal twaalf deelnemers:
- De beste zes landen van het wereldkampioenschap mannen als vrouwen van 2015 die zich nog niet eerder hebben gekwalificeerd.
- Op het wereldkampioenschap 2015 wordt een continentenranglijst opgesteld om het aantal extra deelnemers op de kwalificatietoernooien te bepalen. Het beste continent ontvangt twee extra plaatsen, het tweede, derde en vierde gerangschikte continent ontvangen één extra plaats. De laatste extra plaats komt toe aan een team uit Oceanië, mits deze eindigt tussen plaats 8 en 12 op het wereldkampioenschap. Als geen team uit Oceanië hieraan voldoet, ontvangt het tweede beste continent een extra plaats. De extra plaatsen gaan naar de beste niet gekwalificeerde teams van de continentale kwalificatiemomenten.
- De twaalf beste teams worden verdeeld over drie poules van vier teams conform onderstaand schema. De top twee van elke poule kwalificeert zich voor de Olympische Spelen.

| Olympisch kwalificatietoernooi 2016 #1                                                          | Olympisch kwalificatietoernooi 2016 #2                                                      | Olympisch kwalificatietoernooi 2016 #3                                                      |
| ----------------------------------------------------------------------------------------------- | ------------------------------------------------------------------------------------------- | ------------------------------------------------------------------------------------------- |
| - 2de wereldkampioenschap - 7de wereldkampioenschap - 3de beste continent - 4de beste continent | - 3de wereldkampioenschap - 6de wereldkampioenschap - 2de beste continent - Beste continent | - 4de wereldkampioenschap - 5de wereldkampioenschap - Beste continent - 2de beste continent |

## Mannen
| OKT #1                                                                         | OKT #2                                                             | OKT #3                                                                        |
| ------------------------------------------------------------------------------ | ------------------------------------------------------------------ | ----------------------------------------------------------------------------- |
| - 3e WK : Polen - 9e WK : Macedonië - 3e Amerika : Chili - 2e Afrika : Tunesië | - 4e WK : Spanje - 8e WK: Slovenië - 2e Azië: Iran - 8e EK: Zweden | - 5e WK : Denemarken - 6e WK : Kroatië - 4e EK: Noorwegen - 3e Azië : Bahrein |

### OKT #1 inGdansk

#### Wedstrijden
| Datum    | Tijd  |           | Score         |           |
| -------- | ----- | --------- | ------------- | --------- |
| 8 april  | 18:30 | Chili     | 29–35 (12–17) | Tunesië   |
| 8 april  | 20:30 | Polen     | 25–20 (13–9)  | Macedonië |
| 9 april  | 18:30 | Macedonië | 26–32 (10–17) | Tunesië   |
| 9 april  | 20:30 | Polen     | 35–27 (19–13) | Chili     |
| 10 april | 18:00 | Macedonië | 30–27 (17–14) | Chili     |
| 10 april | 20:30 | Tunesië   | 24–28 (13–15) | Polen     |

#### Eindstand
| № | Land      | Wedstrijden | Wedstrijden | Wedstrijden | Wedstrijden | Doelpunten | Doelpunten | Doelpunten | Punten |
| - | --------- | ----------- | ----------- | ----------- | ----------- | ---------- | ---------- | ---------- | ------ |
| № | Land      | G           | W           | G           | V           | V          | T          | Saldo      | Punten |
| 1 | Polen     | 3           | 3           | 0           | 0           | 88         | 71         | +17        | 6      |
| 2 | Tunesië   | 3           | 2           | 0           | 1           | 91         | 83         | +8         | 4      |
| 3 | Macedonië | 3           | 1           | 0           | 2           | 76         | 84         | –8         | 2      |
| 4 | Chili     | 3           | 0           | 0           | 3           | 83         | 100        | –17        | 0      |

### OKT #2 inMalmö

#### Wedstrijden
| Datum    | Tijd  |          | Score         |          |
| -------- | ----- | -------- | ------------- | -------- |
| 8 april  | 17:00 | Spanje   | 21–24 (16–12) | Slovenië |
| 8 april  | 19:15 | Iran     | 19–34 (9–16)  | Zweden   |
| 9 april  | 16:15 | Spanje   | 37–23 (18–12) | Iran     |
| 9 april  | 18:30 | Slovenië | 23–24 (9–12)  | Zweden   |
| 10 april | 16:30 | Zweden   | 23–25 (11–12) | Spanje   |
| 10 april | 18:45 | Slovenië | 33–17 (17–8)  | Zweden   |

#### Eindstand
| № | Land     | Wedstrijden | Wedstrijden | Wedstrijden | Wedstrijden | Doelpunten | Doelpunten | Doelpunten | Punten |
| - | -------- | ----------- | ----------- | ----------- | ----------- | ---------- | ---------- | ---------- | ------ |
| № | Land     | G           | W           | G           | V           | V          | T          | Saldo      | Punten |
| 1 | Slovenië | 3           | 2           | 0           | 1           | 80         | 62         | +18        | 4      |
| 2 | Zweden   | 3           | 2           | 0           | 1           | 81         | 67         | +14        | 4      |
| 3 | Spanje   | 3           | 2           | 0           | 1           | 83         | 70         | +13        | 4      |
| 4 | Iran     | 3           | 0           | 0           | 3           | 59         | 104        | –45        | 0      |

### OKT #3 inHerning

#### Wedstrijden
| Datum    | Tijd  |            | Score         |            |
| -------- | ----- | ---------- | ------------- | ---------- |
| 8 april  | 18:00 | Noorwegen  | 35–29 (16–15) | Bahrein    |
| 8 april  | 20:30 | Denemarken | 28–24 (11–9)  | Kroatië    |
| 9 april  | 18:00 | Kroatië    | 33–22 (14–14) | Bahrein    |
| 9 april  | 20:30 | Denemarken | 25–25 (12–13) | Noorwegen  |
| 10 april | 18:00 | Kroatië    | 27–21 (14–7)  | Noorwegen  |
| 10 april | 20:30 | Bahrein    | 24–26 (12–12) | Denemarken |

#### Eindstand
| № | Land       | Wedstrijden | Wedstrijden | Wedstrijden | Wedstrijden | Doelpunten | Doelpunten | Doelpunten | Punten |
| - | ---------- | ----------- | ----------- | ----------- | ----------- | ---------- | ---------- | ---------- | ------ |
| № | Land       | G           | W           | G           | V           | V          | T          | Saldo      | Punten |
| 1 | Denemarken | 3           | 2           | 1           | 0           | 79         | 73         | +6         | 5      |
| 2 | Kroatië    | 3           | 2           | 0           | 1           | 84         | 71         | +13        | 4      |
| 3 | Noorwegen  | 3           | 1           | 1           | 1           | 81         | 81         | 0          | 3      |
| 4 | Bahrein    | 3           | 0           | 0           | 3           | 75         | 94         | –19        | 0      |

## Vrouwen
De Olympische kwalificatietoernooien (OKT's) werden gehouden tussen 17 en 20 maart 2016. Voor de toernooien hebben zich geplaatst de volgende landen:
- De beste zes landen van het WK die zich nog niet eerder hebben gekwalificeerd.

- Het beste land in ieder continentaal toernooi dat zich niet direct heeft geplaatst, waarbij het  beste continent, Europa, twee extra plaatsen krijgt, en het tweede continent, Amerika, een extra plaats omdat Oceanië geen toernooi heeft georganiseerd. Omdat Noorwegen zich zowel als Europees kampioen en als wereldkampioen had geplaatst ging de directe  europese plaats naar Spanje.

- De twaalf landen die zich zo hebben geplaatst werden op een vooraf bekendgemaakte wijze verdeeld over de drie OKT's. Nederland heeft dus als tweede van het WK het relatief zwakste OKT.

| OKT #1                                                                      | OKT #2                                                                          | OKT #3                                                               |
| --------------------------------------------------------------------------- | ------------------------------------------------------------------------------- | -------------------------------------------------------------------- |
| - 2e WK: Nederland - 7e WK: Frankrijk - 2e Azië: Japan - 2e Afrika: Tunesië | - 3e WK: Roemenië - 6e WK: Denemarken - 3e Amerika: Uruguay - 4e EK: Montenegro | - 4e WK: Polen - 5e WK: Rusland - 3e EK: Zweden - 4e Amerika: Mexico |

### OKT #1 inMetz
De wedstrijden werden gespeeld in Les Arênes de Metz van vrijdag 18 maart tot en met zondag 20 maart 2016. Nederland en gastland Frankrijk plaatsten zich voor de Olympische Spelen in Rio de Janeiro.

#### Wedstrijden
| Datum    | Tijd  |           | Score         |           |
| -------- | ----- | --------- | ------------- | --------- |
| 18 maart | 17:45 | Japan     | 37–20 (19–8)  | Tunesië   |
| 18 maart | 20:00 | Nederland | 24–17 (9–7)   | Frankrijk |
| 19 maart | 16:45 | Japan     | 25–33 (15–16) | Nederland |
| 19 maart | 19:00 | Frankrijk | 33–15 (20–6)  | Tunesië   |
| 20 maart | 15:15 | Tunesië   | 20–46 (10–27) | Nederland |
| 20 maart | 17:30 | Frankrijk | 25–17 (11–7)  | Japan     |

#### Eindstand
| № | Land      | Wedstrijden | Wedstrijden | Wedstrijden | Wedstrijden | Doelpunten | Doelpunten | Doelpunten | Punten |
| - | --------- | ----------- | ----------- | ----------- | ----------- | ---------- | ---------- | ---------- | ------ |
| № | Land      | G           | W           | G           | V           | V          | T          | Saldo      | Punten |
| 1 | Nederland | 3           | 3           | 0           | 0           | 103        | 62         | +41        | 6      |
| 2 | Frankrijk | 3           | 2           | 0           | 1           | 75         | 56         | +19        | 4      |
| 3 | Japan     | 3           | 1           | 0           | 2           | 79         | 78         | +1         | 2      |
| 4 | Tunesië   | 3           | 0           | 0           | 3           | 55         | 116        | –61        | 0      |

### OKT #2 inAarhus

#### Wedstrijden
| Datum    | Tijd  |            | Score         |            |
| -------- | ----- | ---------- | ------------- | ---------- |
| 18 maart | 17:45 | Uruguay    | 19–34 (10–15) | Montenegro |
| 18 maart | 20:00 | Roemenië   | 32–25 (19–13) | Denemarken |
| 19 maart | 18:45 | Roemenië   | 36–19 (17–10) | Uruguay    |
| 19 maart | 21:00 | Denemarken | 22–26 (10–13) | Montenegro |
| 20 maart | 18:30 | Montenegro | 23–23 (11–15) | Roemenië   |
| 20 maart | 21:00 | Denemarken | 38–17 (19–7)  | Uruguay    |

#### Eindstand
| № | Land       | Wedstrijden | Wedstrijden | Wedstrijden | Wedstrijden | Doelpunten | Doelpunten | Doelpunten | Punten |
| - | ---------- | ----------- | ----------- | ----------- | ----------- | ---------- | ---------- | ---------- | ------ |
| № | Land       | G           | W           | G           | V           | V          | T          | Saldo      | Punten |
| 1 | Roemenië   | 3           | 2           | 1           | 0           | 91         | 67         | +24        | 5      |
| 2 | Montenegro | 3           | 2           | 1           | 0           | 83         | 64         | +19        | 5      |
| 3 | Denemarken | 3           | 1           | 0           | 2           | 85         | 75         | +10        | 2      |
| 4 | Uruguay    | 3           | 0           | 0           | 3           | 55         | 108        | –53        | 0      |

### OKT #3 inAstrachan

#### Wedstrijden
| Datum    | Tijd  |         | Score         |         |
| -------- | ----- | ------- | ------------- | ------- |
| 18 maart | 17:30 | Polen   | 25–27 (11–11) | Rusland |
| 18 maart | 20:00 | Zweden  | 41–20 (21–9)  | Mexico  |
| 19 maart | 16:00 | Polen   | 24–30 (12–16) | Zweden  |
| 19 maart | 18:30 | Rusland | 37–17 (17–11) | Mexico  |
| 20 maart | 18:00 | Rusland | 37–29 (15–10) | Zweden  |
| 20 maart | 20:30 | Mexico  | 14–36 (5–18)  | Polen   |

#### Eindstand
| № | Land    | Wedstrijden | Wedstrijden | Wedstrijden | Wedstrijden | Doelpunten | Doelpunten | Doelpunten | Punten |
| - | ------- | ----------- | ----------- | ----------- | ----------- | ---------- | ---------- | ---------- | ------ |
| № | Land    | G           | W           | G           | V           | V          | T          | Saldo      | Punten |
| 1 | Rusland | 3           | 3           | 0           | 0           | 101        | 71         | +30        | 6      |
| 2 | Zweden  | 3           | 2           | 0           | 1           | 100        | 81         | +19        | 4      |
| 3 | Polen   | 3           | 1           | 0           | 2           | 85         | 71         | +14        | 2      |
| 4 | Mexico  | 3           | 0           | 0           | 3           | 51         | 114        | –63        | 0      |